# Jeje-Maí
Jeje-Maí ou Marrim (em fon, Jeje Mahi) é o culto dos voduns provenientes da região maí, a noroeste de Abomei. Dentre os daomeanos escravizados, uma mulher chamada Ludovina Pessoa, natural dessa região, foi escolhida pelos voduns para fundar três templos na Bahia.